# Brave Words & Bloody Knuckles
Brave Words & Bloody Knuckles (lit. "Palavras Corajosas e Juntas Sangrentas", também conhecida apenas por Brave Words ou BW&BK ) é uma revista canadense focada em heavy metal . Embora baseada em Toronto, a publicação tem colaboradores dos Estados Unidos, Alemanha e Reino Unido. Foi fundada pelo ex-funcionário da revista MEAT Tim Henderson e pelo autor Martin Popoff em 1994.
Em 1999, incluiu um CD, Brave Words & Bloody Knuckles Proudly Presents Blood Tracks II, na edição de fevereiro.
A última edição impressa da revista foi publicada em 2009.
A BW&BK organizou e apresentou o BW&BK 6 Pack Festival em Cleveland, EUA, no segundo trimestre de 2003, 2004 e 2005. O festival apresentou, ao longo dos anos, bandas como Falconer, Katatonia, Candlemass, Trouble, Soilwork, Kataklysm e Shadowkeep .